# Kyčel
Kyčel je část těla živočichů (včetně člověka), ve kterém se kráčivá končetina připojuje k trupu.
U obratlovců se tím rozumí připojení stehna (femur) zadní (dolní) končetiny k pánvi (pelvis), jehož nosnou částí je spojení stehenní kosti s kostí kyčelní kyčelním kloubem.
U členovců je to připojení stehna (femur) článkované nohy k článku hrudi (thorax), jehož nosnou částí je spojení příslušných částí exoskeletu.